# Partido Nacional Feminista
El Partido Nacional Feminista (PNF) fue un partido político feminista de Panamá, surgido en 1923.

## Historia
El PNF fue fundado en 1923 con el objetivo de abogar por la lucha por la equidad de derechos de las mujeres y la igualdad en la participación política, social y económica. Fundamentalmente, la representación de la mujer en la esfera política para mejorar la representación femenina en cargos de toma de decisiones y además abogaba por el derecho al voto por parte de las mujeres panameñas.
Según Clara González, miembro fundadora y primera mujer que recibió el título en Derecho de la Escuela Nacional de Derecho, el PNF «no persigue el sufragio como único fin, pero si como su fin principal».
Además, en ese momento las mujeres ni siquiera tenían derecho a ejercer la abogacía como profesión. El PNF defendió el derecho al sufragio femenino y el 17 de diciembre de 1924 se promulgó la Ley 55 que permitía las mujeres ejercer el derecho como carrera, a pesar de que la abogacía se reguló pára los varones el 31 de diciembre de 1875 con la Ley 30.
En 1941, González fundó la Escuela de Cultura Femenina, en donde se enseñaba historia, política, historia y civismo a las mujeres.
El PNF propuso una reforma del código penal para proteger a las mujeres, una reforma educativa con la creación de escuelas para adultas para preparar a las mujeres a ser buenas madres, mejoras en el trabajo de las mujeres, la creación de hospitales, la creación de espacios solo para mujeres como cárceles solo de mujeres, el reconocimiento de los hijos ilegítimos, la responsabilidad de la paternidad, una campaña contra enfermedades de transmisión sexual como la sífilis o infecciosas como el paludismo y la tuberculosis, la abolición de la prostitución, la lucha contra las drogas y el alcoholismo,   entre otras medidas revolucionarias para la época.
También se publicó una revista llamada Orientación feminista.